# Планетарий Эйсе Эйсинги
Короле́вский планета́рий Э́йсе Э́йсинги (нидерл. Koninklijk Eise Eisinga Planetarium) — действующий планетарий нидерландского мастера и астронома-любителя Эйсе Эйсинги, сооружённый в промежутке между 1774 и 1781 годами. Расположен в Франекере, Фрисландия (Нидерланды). Считается самым старым действующим планетарием в мире.

## История
Эйсе Эйсинга был одарённым человеком, с юношества увлекавшимся математикой и астрономией. Несмотря на одарённость, Эйсе не приняли в Университет Франекера, и, по семейной традиции, он стал чесальщиком шерсти. Причина постройки планетария была связана с историческими событиями того времени: во второй половине XVIII века во Фрисландии разгорелась паника из-за предсказания гибели человечества. Ходили слухи, что 8 мая 1774 года состоится парад планет — Юпитера, Марса, Венеры, Меркурия, а также Луны — который приведёт к разрушительным последствиям не только «для Земли, но и для всей Солнечной системы», и может даже быть «прелюдией или началом её частичного или всецелого разрушения». Паника была связана с выходом в свет брошюры преподобного Элко Альта (Eelco Alta), в которой он, по словам издателя, предсказал конец света. Альта в своей брошюре связал различные астрономические данные с цитатами из Библии. Хотя брошюра и была арестована и опубликована лишь по прошествии страшной даты, избежать паники не удалось. Эйсе Эйсинга построил свой планетарий именно с целью демонстрации беспричинности страха и паники. По последним данным, однако, эта причина является сомнительной, так как Эйсинга, судя по всему, начал строительство планетария до публикации брошюры Элко Альта. На построение планетария вместо запланированных 8 месяцев работы понадобилось целых 7 лет.
В 1787 году из-за серьёзного конфликта с управлением франекерской полиции Эйсе Эйсинга под угрозой ареста вынужден был в одиночку, без семьи, покинуть свой дом и поселиться в Германии. Спустя несколько лет он получил весть о том, что его жена умерла, а дом с планетарием больше ему не принадлежит. Эйсинга всё ещё опасался возвращаться во Франекер, и через несколько лет обосновался в маленьком поселении Висвлит, где снова получил профессию чесальщика шерсти и женился второй раз. Однако некоторое время спустя он был схвачен и приговорён Леуварденским судом к пятилетней высылке из Фрисландии. После преодоления всех трудностей Эйсе Эйсинга всё же вернулся во Франекер и поселился снова в своём старом доме вместе с женой. Он починил и перенастроил свой планетарий, который с тех пор снова работал исправно. Спустя время он стал почётным жителем Франекера и даже был назначен руководителем университета и управляющим провинции, а также получил рыцарский орден.
Планетарий всё больше приобретал известность. В 1818 году его посетил сам король Виллем I, который купил планетарий для государства Нидерландов. В 1859 году государство подарило планетарий Эйсе Эйсинги общине Франекера.
- Кадры кинохроники 1928 года — открытие памятника Эйсе Эйсинге и возложение венков, приуроченные к 100-летней дате его смерти
- Кадры кинохроники 1944 года, посещение планетария двумя девушками

## Конструкция
Планетарий Эйсе Эйсинги был размещён прямо на потолке его собственного жилого дома во Франекере. Вся идея заключалась в создании рабочей модели Солнечной системы, в которой все планеты движутся вокруг Солнца с определённой скоростью. Каждая планета проходит свой путь за реальный промежуток времени. К примеру, Меркурий совершает один оборот вокруг Солнца за 88 дней, Земля — за один год, а Сатурн — за 29 лет. С потолка дома Эйсинги свисают встроенные туда шарниры, удерживающие пропорционально уменьшенные модели каждой планеты. На верхнем этаже дома расположено управляющее конструкцией устройство. Оно сделано из дубовых обручей и дисков. Весь механизм содержит в себе около 10 тысяч особых гвоздей, похожих на зубы, которые были сделаны вручную. При их создании Эйсе Эйсинге помогал отец, изготовивший на своём токарном станке почти все шестерни для устройства. Управляющий механизм приводится в движение девятью гирями и маятником. Для размещения всей этой конструкции у себя дома, Эйсе Эйсинга был вынужден сократить супружеское ложе. Стоит отдельно упомянуть, что в год окончания работы над планетарием, в 1781, был открыт Уран, но Эйсинга узнал об этом событии уже после завершения конструкции, и места для размещения новой планеты не хватило. В планы Эйсинги входила постройка ещё более грандиозного планетария, чем на потолке его дома, но из-за неспокойной политической обстановки эти планы не были реализованы.
- Потолок дома Эйсе Эйсинги с планетарием
- Внутреннее устройство планетария
- Внутреннее устройство планетария
- Планетарий и одноимённое кафе слева от него

Один раз в четыре года необходимо вручную перенастраивать механизм планетария, чтобы избежать неточности из-за 29 февраля каждого високосного года. В конструкцию планетария также входит устройство для отображения текущего времени и даты. Планка, на которой указаны года, должна меняться каждые 10 лет.
В доме Эйсе Эйсинги на стенах и потолке также встроены разнообразные солнечные часы, устройством которых увлекался их создатель.

## Современность
С 1990 года планетарий Эйсе Эйсинги числится среди ста важнейших объектов наследия Нидерландов, а в декабре 2011 года был предложен правительством Нидерландов в качестве кандидата на занесение в Список объектов Всемирного наследия ЮНЕСКО в Нидерландах. Планетарий Эйсинги также входит в список государственных памятников Нидерландов под номером 15668.
Рядом с планетарием открыто одноимённое кафе, а улица, на которой располагаются оба здания, получила название в честь создателя — Эйсе Эйсинги.
Планетарий Эйсе Эйсинги послужил моделью для Зёйленбургского планетария.